# Џон Бул (астронаут)
Џон Самтер Бул (енгл. John Sumter Bull; Мемфис, 25. септембар 1934 — Саут Лејк Тахо, 11. август 2008) био је амерички пилот, машински и ваздухопловни инжењер, астронаут. Изабран је за астронаута 1966. године.

## Биографија
Пре него што је изабран за астронаута, летео је као борбени пилот у Америчкој ратној морнарици. Службовао је од 1957, када је регрутован након завршеног факултета. Летео је на F-4 Фантому и F-3 Демону. Након неколико година службовања у овој улози, бива послат на обуку за пробног пилота, коју успешно завршава у елитној школи за пробне пилоте при Ратној морнарици САД у Пакс Риверу, Мериленд, 1964. Као такав, бива селектован од стране НАСА.
На своју жалост, у свемир није полетео ниједном. Иако је био ангажован на одређеним тестовима и чак био део помоћне посаде за мисију Аполо 8, две године након селекције био је приморан да се повуче из астронаутског корпуса због пулмолошких проблема. Жал због медицинске дисквалификације Џона Була осетио је и директор летачких операција НАСА Доналд Слејтон, будући да је Бул био један од Слејтонових фаворита за позицију пилота лунарног модула за лунарне мисије. Морнарицу напушта у чину капетана корвете и у НАСА-и остаје запослен као цивилно лице. Радио је у истраживачком центру Ејмс, након што је током одсуства из НАСА стекао магистарску и докторску диплому из области ваздухопловне технике. У пензију је отишао 1989. године, али је у Ејмсу остао до 1997. као консултант.
Током каријере забележио је преко 2.100 часова лета, од тога 1.800 на млазњацима.
Средњу школу је завршио у родном граду 1952. године. Дипломирао је машинство на Рајс Универзитету 1957. године. Магистрирао је и докторирао ваздухопловну технику на Универзитету Станфорд 1971. и 1973. године. Бул је у младости био члан Младих извиђача САД. Преминуо је са непуне 74 године, 11. августа 2008. године услед компликација са астмом од које је дуго боловао. Иза себе је оставио супругу и двоје деце.

## Галерија
- Џон Бул (други здесна, седи) са остатком селекције, 1966. године
- Џон Бул и Џим Ирвин (лево) испитују одела, 1968. године